# Auzouville-Auberbosc
Auzouville-Auberbosc är en kommun i departementet Seine-Maritime i regionen Normandie i norra Frankrike. Kommunen ligger i kantonen Fauville-en-Caux som tillhör arrondissementet Le Havre. År 2018 hade Auzouville-Auberbosc 301 invånare.

## Befolkningsutveckling
Antalet invånare i kommunen Auzouville-Auberbosc
| Referens: INSEE |